# Дженьюари, Брианн
Брианн Джоли Дженьюари (англ. Briann Jolie January; род. 11 января 1987 года в Спокане, штат Вашингтон, США) — американская профессиональная баскетболистка, выступающая в женской национальной баскетбольной ассоциации за клуб «Сиэтл Шторм». Была выбрана на драфте ВНБА 2009 года под шестым номером командой «Индиана Фивер». Играет на позиции разыгрывающего защитника. Чемпионка ВНБА 2012 года в составе «Фивер».

## Ранние годы
Брианн родилась 11 января 1987 года в городе Спокан (штат Вашингтон) в семье Барри и Салли Дженьюари, у неё есть младшая сестра, Киара, а училась там же в средней школе Льюиса и Кларка, в которой выступала за местную баскетбольную команду.